# Batey Esperanza

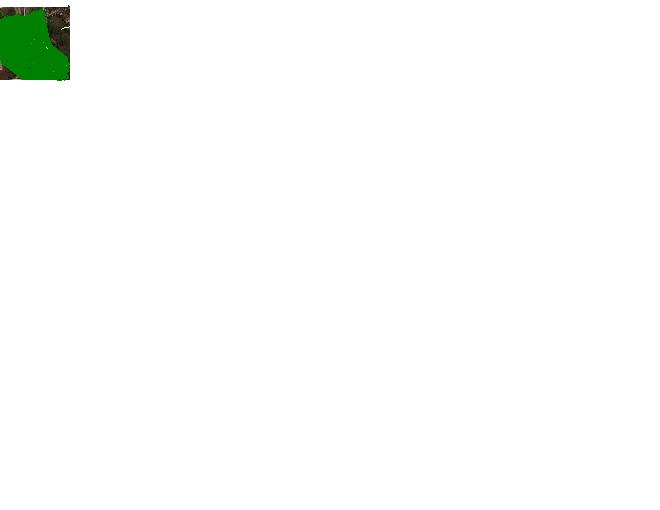
Mapa del batey esperanza

Batey Esperanza, San Pedro de Macorís, República Dominicana

## Historia
Fue fundado aproximadamente en el 1898, cuando los moradores de la colonia fueron desalojados para la construcción de lo que hoy es la zona franca, fue trasladado a las afueras del pueblo cerca de los multi-familiares.
En un principio eran pocos los pobladores y vivían en barracones; no tenían agua ni energía eléctrica; hoy en día son un batey de pocos recursos pero de gente humilde y trabajadora. Dicen ser ricos en agua y en energía eléctrica.

## Economía
En este batey los pobladores se ganan la vida como vendedores ambulantes, operarios de zona franca, micro-empresas, motoconchos, vendedores de pacas y salón de belleza.

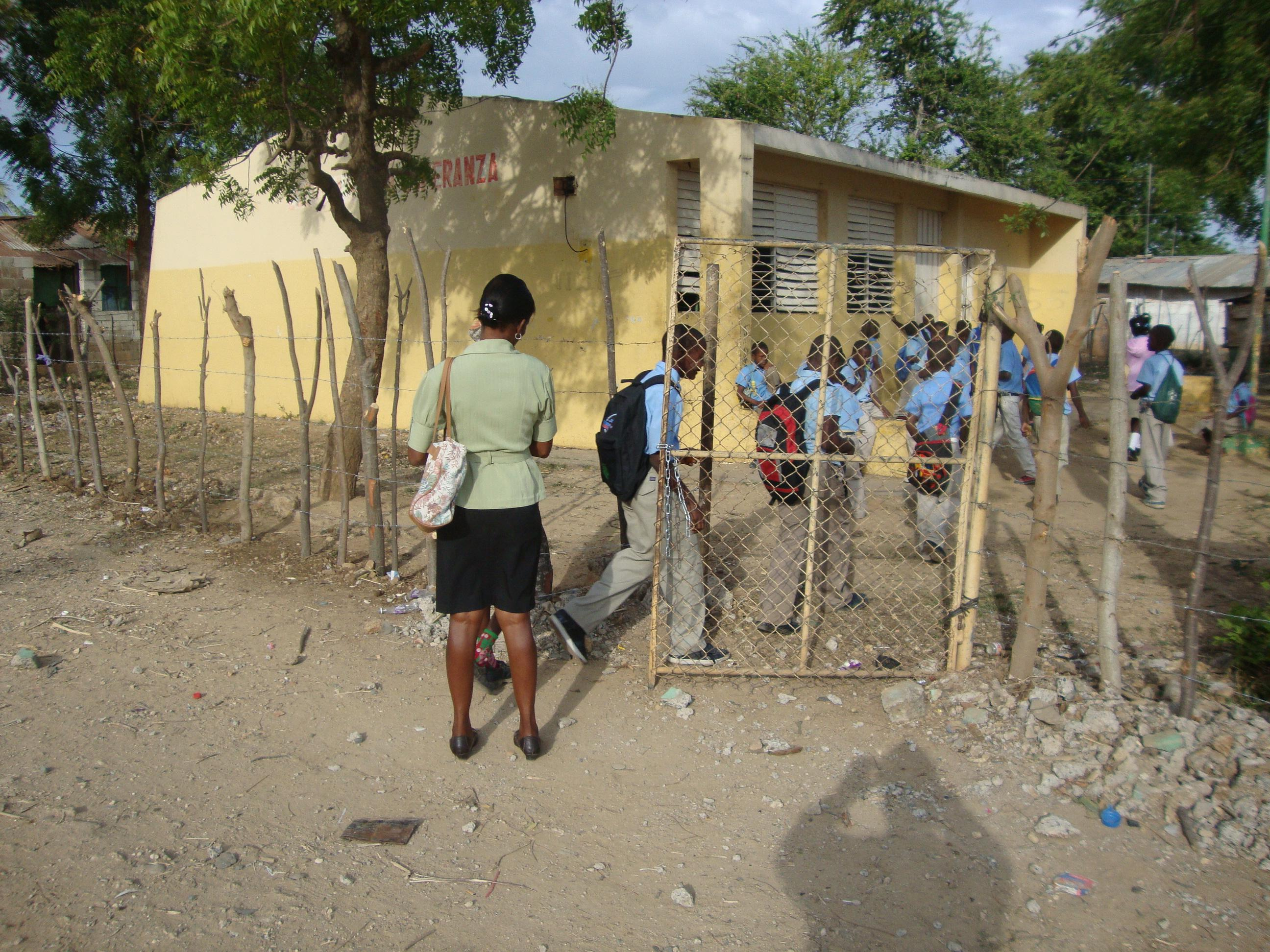
escuela batey esperanza.

## Salud
Cuentan con una policlínica en la que reciben los primeros auxilios, luego son trasladados al Hospital Regional Dr. Antonio Musa, pues no cuentan con los equipos necesarios para poder ofrecer un servicio completo. Sólo que algunos tienden a utilizar medicinas naturales, entre otras cosas, por lo que no asisten a la misma.

## Educación
En cuanto a la educación hay dos escuelas a las que acuden aproximadamente 364 estudiantes.
El sistema de educación es muy eficiente, pues el personal docente esta bien capacitado.
A nivel técnico-profesional hay un instituto que imparte cursos de inglés y computadora (El Depósito). 

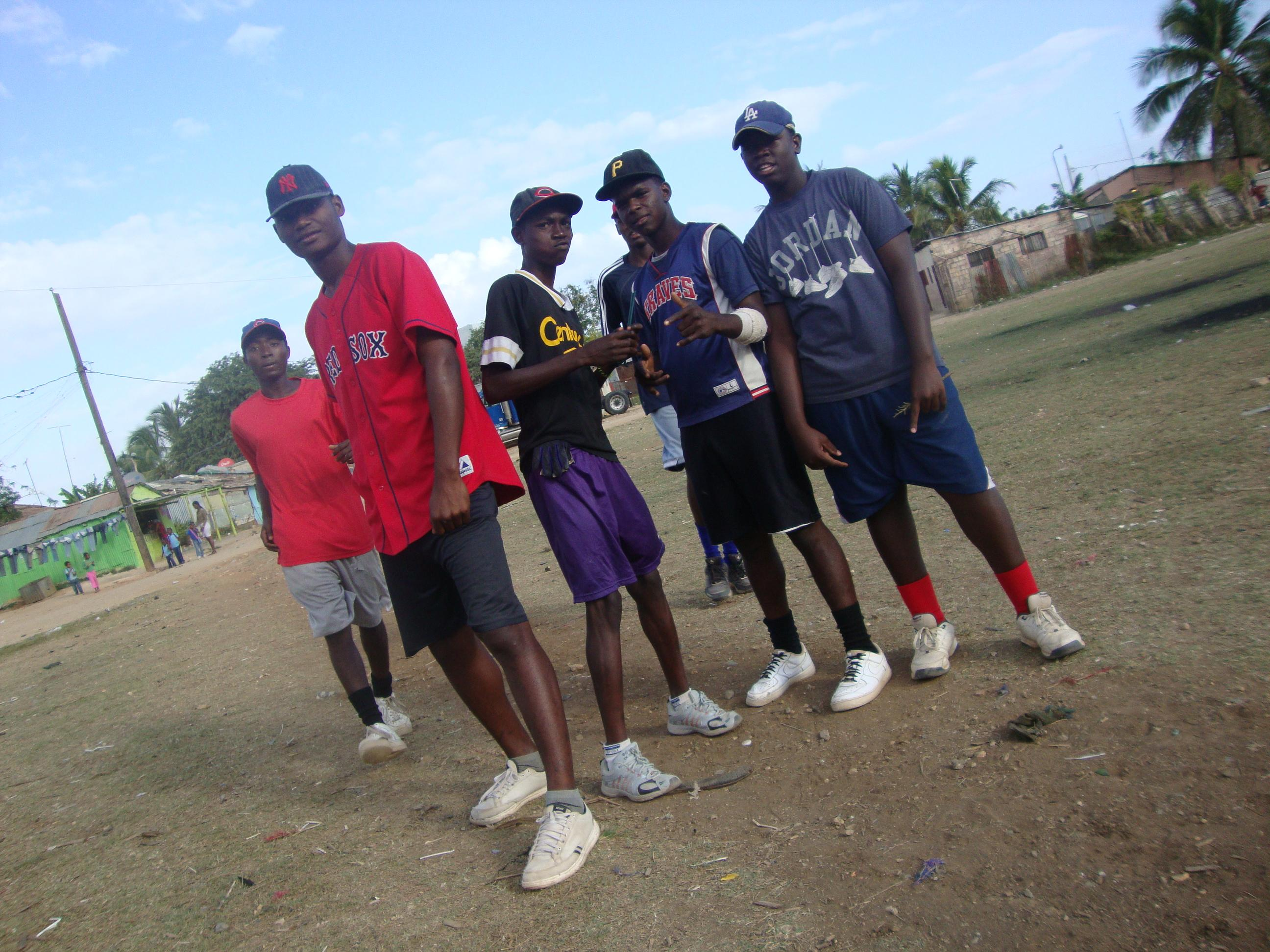
baseball en el batey esperanza

## Deporte
Para distraerse los niños practican Béisbol, Fútbol, Softbol y Baloncesto.
Tienen un Play de Béisbol ubicado en el centro del Batey, que facilita el acceso a todos los moradores, y una cancha de baloncesto a medio construir.
Muchos jóvenes de dicho Batey han logrado lo que es la preciada filma (jugar con un equipo de triple A).
Entre ellos se encuentra Víctor Igzema, filmó en el 2002 con el equipo de Los Piratas, fue líder en Home Run en el 2004.

## Fiestas culturales
En el batey esperanza se realizan las fiestas patronales en el mes de febrero, las mismas se realizan para el disfrute de los pobladores, pues las mismas no cuentan con un patrón o patrona.

## Danzas populares
En este Batey se baila el Merengue, Bachata y el Gaga.